# Black Lips
Die Black Lips sind eine US-amerikanische Garage-Rock-Band aus Atlanta. Sie machten in den frühen 2000ern ihre ersten Veröffentlichungen und hatten 2011 und 2014 mit ihren Alben Arabia Mountain und Underneath the Rainbow ihre größten Erfolge.

## Bandgeschichte
1999 schlossen sich in Atlanta die vier Gründungsmitglieder der Black Lips zusammen: Leadsänger Cole Alexander, Gitarrist Ben Eberbaugh, Bassist Jared Swilley und Schlagzeuger Joe Bradley. Sie machten erste Aufnahmen und absolvierten einige unrühmliche Auftritte, die ihnen mancherorts Auftrittsverbote einbrachten. Trotzdem fanden sie mit Bomp! Records ein Label, das sie unter Vertrag nahm. Sie nahmen ihr erstes Album auf und wollten im Sommer 2002 auf Tour gehen, als Eberbaugh bei einem Autounfall ums Leben kam.
Die anderen drei Mitglieder beschlossen weiterzumachen und absolvierten die Tour zu dritt. Ihr Debütalbum Black Lips! erschien 2003 und bereits ein Jahr später folgte Nummer zwei We Did Not Know the Forest Spirit Made the Flowers Grow mit Jack Hines als Leadgitarrist, der allerdings nur eine Übergangslösung war. Noch im selben Jahr komplettierte Ian St. Pe an seiner Stelle die Besetzung, die die nächsten zehn Jahre zusammenblieb. Mit ihm nahmen sie bis 2009 drei weitere Studio- und zwei Livealben auf.
Inzwischen waren sie zu Vice Records gewechselt und die Ansprüche waren gestiegen. Für ihr sechstes Studioalbum Arabia Mountain konnten sie 2010 Mark Ronson als Produzenten gewinnen. Er gab dem rohen Punk der vorangegangenen Alben eine professionelle Struktur. Damit stellte sich auch der kommerzielle Erfolg ein und sie kamen auf Platz 1 der Heatseekers Charts und schafften es in die offiziellen US-Albumcharts.
Das nächste Album produzierten sie zusammen mit Patrick Carney von den Black Keys. Underneath the Rainbow führte sie noch weiter weg von den Garage-Rock-Wurzeln und bewegte sich in Richtung Southern Rock, beeinflusst von Cole Alexanders Nebenprojekt Night Sun, das er zusammen mit Curtis Harding gegründet hatte. Trotz zurückhaltender Kritiken konnten sie damit ihren Charterfolg wiederholen.
Allerdings war es das Ende der Erfolgsformation und es gab einige Änderungen. Zumi Rosow mit ihrem Saxophon erhöhte die Zahl der Bandmitglieder auf fünf, bevor St. Pe seinen Abschied nahm und Jack Hines zurückkehrte. Auch Schlagzeuger Bradley ging kurz darauf und wurde durch Oakley Munson ersetzt. In dieser Besetzung veröffentlichten sie 2017 das Album Satan’s Graffiti or God’s Art? produziert von Sean Lennon und mit einem Gastbeitrag seiner Mutter Yoko Ono. Es war auch eine Rückbesinnung auf den ursprünglichen Garage Punk, der aber nicht an den vorherigen Erfolg anknüpfen konnte.
Nach dem Album verabschiedete sich Hines zum zweiten Mal und Jeff Clarke trat an seine Stelle als Leadgitarrist. Mit ihm nahmen die Black Lips 2019 das Album In a World That’s Falling Apart auf. Dabei entfernten sie sich wieder vom Punkrock und ließen diesmal Country in ihre Musik einfließen.

## Trivia
- Zumi Rosow, das einzige weibliche Mitglied, ist eine schillernde Persönlichkeit mit auffälliger Kleidung, einem fehlenden Schneidezahn und eigener Schmuckkollektion. Das Modelabel Gucci widmete ihr 2019 das Handtaschenmodell „Zumi Bag“.[1]

## Diskografie
Alben
- Black Lips! (2003)
- We Did Not Know the Forest Spirit Made the Flowers Grow (2004)
- Let It Bloom (2005)
- Live @ WFMU (Livealbum, 2005)
- Los valientes del mundo nuevo (Livealbum, 2007)
- Good Bad Not Evil (2007)
- The Live Sessions (Live-EP, 2008)
- 200 Million Thousand (2009)
- Arabia Mountain (2011)
- Live at Third Man Records (Livealbum, 2012)
- Underneath the Rainbow (2014)
- Satan’s Graffiti or God’s Art? (2017)
- The Black Lips Sing … In a World That’s Falling Apart (2020)
- Good Bad Not Evil (2022)

Lieder
- Freakout (2002)
- Ain’t Coming Back (2003)
- Short Fuse (2009)
- I’ll Be with You (2009)
- The Drop I Hold (2009)
- Raw Meat (2011)
- Modern Art (2011)
- Family Tree (2011)
- New Direction (2011)
- Boys in the Wood (2014)
- Funny (2014)
- Rumbler (2020)
- Gentleman (2020)